# Замок Виндек (Вайнхайм)
Замок Виндек — руины средневекового замка в немецком городе Вайнхайм в федеральной земле Баден-Вюртемберг.
Расположен на так называемой Замковой горе на высоте 220,5 м над уровнем моря, и, благодаря своей лёгкой пешей доступности, является излюбленной целью прогулок.

## Исторический очерк
Уже около 1110 г. на этом месте был возведён замок (возможно, небольшое укрепление) для защиты владений имперского аббатства Лорш. В 1114 г. этот первый замок был разрушен, и на его фундаментах примерно с 1125 по 1130 гг. был выстроен новый замок, руины которого можно наблюдать по сей день.
С окончанием самостоятельности Лорша в 1132 г. Виндек на долгое время стал яблоком раздора между архиепископами Майнца и Курпфальцем, до тех пор, пока в 1264 г. (по другим данным в 1344 г.) не отошёл окончательно рейнским пфальцграфам.
Замок существенно пострадал в Тридцатилетней войне, и был в 1663 г. восстановлен.
В 1674 г. при разорении Курпфальца армией Людовика XIV замок Виндек был разрушен частями генерала Тюренна, и как оборонительное сооружение более не использовался. После окончания военных действий руины использовались местными жителями в качестве каменоломни для восстановления своих домов.
В 1803 г. Виндек перешёл во владение маркграфства Баден, и был затем в 1900 г. продан графам фон Беркхайм, которым к тому времени уже принадлежал Вайнхаймский замок, и которые предприняли первые меры по защите замка от совершенного разрушения.
С 1978 г. замок находится в собственности города Вайнхайм.

## Современное использование
Руины замка Виндек открыты для свободного посещения.  В частности, можно подняться на старую главную башню, так называемый бергфрид, и насладиться прекрасной панорамой лежащих внизу города Вайнхам и долины Рейна. У входа на лестницу, по которой можно подняться на башню стоит коробка для оплаты за подъем на верх башни. 50 центов взрослые, 20 центов дети. Никто, как это обычно в Германии не контролирует, оплатили Вы или нет.